# 楊公榮
楊公榮（1448年—？），字仲仁，福建福州府連江縣人，民籍，明朝政治人物。

## 生平
弘治二年（1489年）己酉科福建鄉試第六名舉人。弘治六年（1493年）中式癸丑科會試第二百三十五名，三甲第四十四名進士。

## 家族
曾祖楊興；祖父楊育；父楊珙，母陳氏。严侍下。